# Lee Hae-young (acteur)
 (avril 2021).
Pour le réalisateur et scénariste sud-coréen homonyme, né en 1973, voir Lee Hae-young (réalisateur).
Dans ce nom, le nom de famille, Lee, précède le nom personnel coréen.
Lee Hae-young (hangeul : 이해영), né le 7 septembre 1970, est un acteur sud-coréen.

## Biographie
Il a étudié à l'université des arts de Séoul et a fait ses débuts en 96 dans le drama woman riding a bike.
Il est connu pour son rôle principal dans le film More Than Family (en) (2020) et ses nombreux rôles secondaires dans le film The Himalayas, mais surtout dans de nombreux drama à succès : Stranger (secret forest), The King: Eternal Monarch, Voice River where the moon rises dans lequel il incarne Gochuga Go Won Pyo de la tribu Gyeru ou Bloodhounds et plus récemment buried hearts .

## Filmographie

### Séries télévisées
- 2007 : Four Gold Chasers (얼렁뚱땅 흥신소) : Shin So
- 2008-2011 : Ugly Miss Young-ae (en) (막돼먹은 영애씨 시즌8) : Jang Dong-Gun
- 2009 : The Accidental Couple (en) (그저 바라 보다가) : reporter Park
- 2011 : Midas (en) (마이더스) : Cha Young-Min
- 2012 : Korean Peninsula (en) (한반도) : Han Young-Hoon
- 2013 : Ad Genius Lee Tae-baek (en) (광고천재 이태백) : Executive Director Hwang
- 2014 : Dr. Frost (en) (닥터 프로스트)
- 2014 : Family Secrets (en) (가족의 비밀) : Jang Myung-suk
- 2014 : Liar Game (en) (라이어게임)
- 2014 : Big Man (빅맨)
- 2016 : Pied Piper (en) (피리부는 사나이)
- 2016 : The Vampire Detective (en) (뱀파이어 탐정)
- 2017 : I'm Not a Robot (로봇이 아니야) : Executive Director Yoon
- 2017 : Saimdang, Memoir of Colors (en) (사임당, 빛의 일기) : Jung Min-seok, Seo Ji-yoon's husband
- 2017 : Voice (보이스) : Jang Kyung-hak
- 2017 : Black (#블랙) : Docteur Min Jae-hoon
- 2018 : The Guest (en) (손) : Kil-Young's senior detective
- 2018 : Sketch (en) (스케치) : Baek Woo-Jin
- 2018 : Mistress (en) (미스트리스) : Cha Min-Jae (père de Sun-ho, amoureux d'Eun-soo)
- 2019 : Psychopath Diary (en) (싸이코패스 다이어리) : Ryu Jae-Jun
- 2019 : At Eighteen (열여덟의 순간) : Yoo Jong-soo
- 2019 : Different Dreams (en) : Hiroshi
- 2020 : Stranger (Secret Forest 2 사비밀의숲) : Le chef du bureau d'enquête Shin Jae-yong
- 2020 : The King: Eternal Monarch (더 킹: 영원의 군주) : Yoo Kyung-Moo / assistant de Lee Lim
- 2021 : L.U.C.A.: The Beginning (en) : Professeur Oh Jong-Hwan
- 2021 : River Where the Moon Rises (en) (달이뜨는강) : Go Won-Pyo
- 2021 : You are my Spring (너는 나의 봄) : Ko Jin-Bok
- 2022 : Grid :  Kim Sae-Ha's father (ep.7)
- 2022/23 : The Glory (더 글로리) : Chief Shin Yeong-Jun
- 2023 : Bloodhounds la traque dans le sang (사냥개들) : Hwang Yang-Jung
- 2023 : J'irai te voir dans ma prochaine vie (이번 생도 잘 부탁해) : Lee Sang-Hyeok
- 2023 : Vigilante ( 비질란테) : Uhm Jae-Hyeob
- 2023 : The Matchmakers ( 혼례대첩) : Jo Yeong-bae
- 2024 : Déferlante (돌풍) : Han Min-Ho
- 2024 : Mr. Plankton (Mr. 플랑크톤) Hae Jo's Father 채영조
- 2025 : Unmasked | Trigger (트리거 )  Park Dae-Yong
- 2025 : Buried hearts (보물섬) Heo Il-do

### Films
- 2002 : Over the Rainbow (오버 더 레인보우) : Obeo deo reinbou
- 2003 : The Garden of Heaven (en) (하늘정원)
- 2005 : The Big Scene / Murder, Take One (박수칠 때 떠나라) : Kim Chang-Hwa[3]
- 2006 : La Lignée sacrée (거룩한 계보) : Procureur Jo
- 2007 : Going by the Book (en) (바르게 살자) : Song Gyung-tae
- 2007 : Black House (검은 집) : Han Seung-Kyu
- 2009 : After the Banquet (en) (결혼식 후에) : Choi Hyeong-woo
- 2009 : Good Morning President (굿모닝 프레지던트) : head secretary Moon Young Chul
- 2010 : Blades of Blood (en) (구르믈 버서난 달처럼) : Han Pil-joo
- 2010 : The Quiz Show Scandal (en) (퀴즈왕) : Choi Ha-yeong
- 2011 : GLove (en) (글러브) : Joueur de baseball professionnel
- 2012 : My Little Hero (en) (마이 리틀 히어로) : Director Goo
- 2013 : Man on High Heels (하이힐) : airport customs agent
- 2014 : The Admiral: Roaring Currents (명량): le capitaine Song
- 2014 : We Are Brothers (en) (우리는 형제입니다) : Eldest son of Kim Man-jae
- 2014 : Alice in Earnestland (en) (성실한 나라의 앨리스) : Gyu-jung
- 2015 : The Admiral: Roaring Currents (명량: 장군의 길 ) : Capitaine Song
- 2015 : The Accidental Detective (탐정 : 더 비기닝) : Team Leader Seo
- 2015 : Himalaya (히말라야) : Jang Cheol-goo
- 2016 : Mood of the Day (en) (그날의 분위기) : Representative
- 2016 : The Hunt (사냥) : Moon Dae-Guk[4]
- 2017 : Confidential Assignment (공조) : Commissaire Pyo
- 2019 : Fist and Furious (난폭한 기록) : Park Kyung-Hwan[5]
- 2020 : Kingmaker: The Change of Destiny (en) (킹메이커) : Lee Han-Sang
- 2020 : More Than Family (en) (애비규환) : Hwan Gyu
- 2022 : Kingmaker (킹메이커) : Lee Han-Sang
- 2022 : Confidential Assignment 2: (공조2: 인터내셔날) : Squad Chief Pyo
- 2023 : Kill Bok-soon (길복순) Oh Jeong-Sik
- 2024 : Profession ceinture noire : Lee Sang-Woo